# André Levret

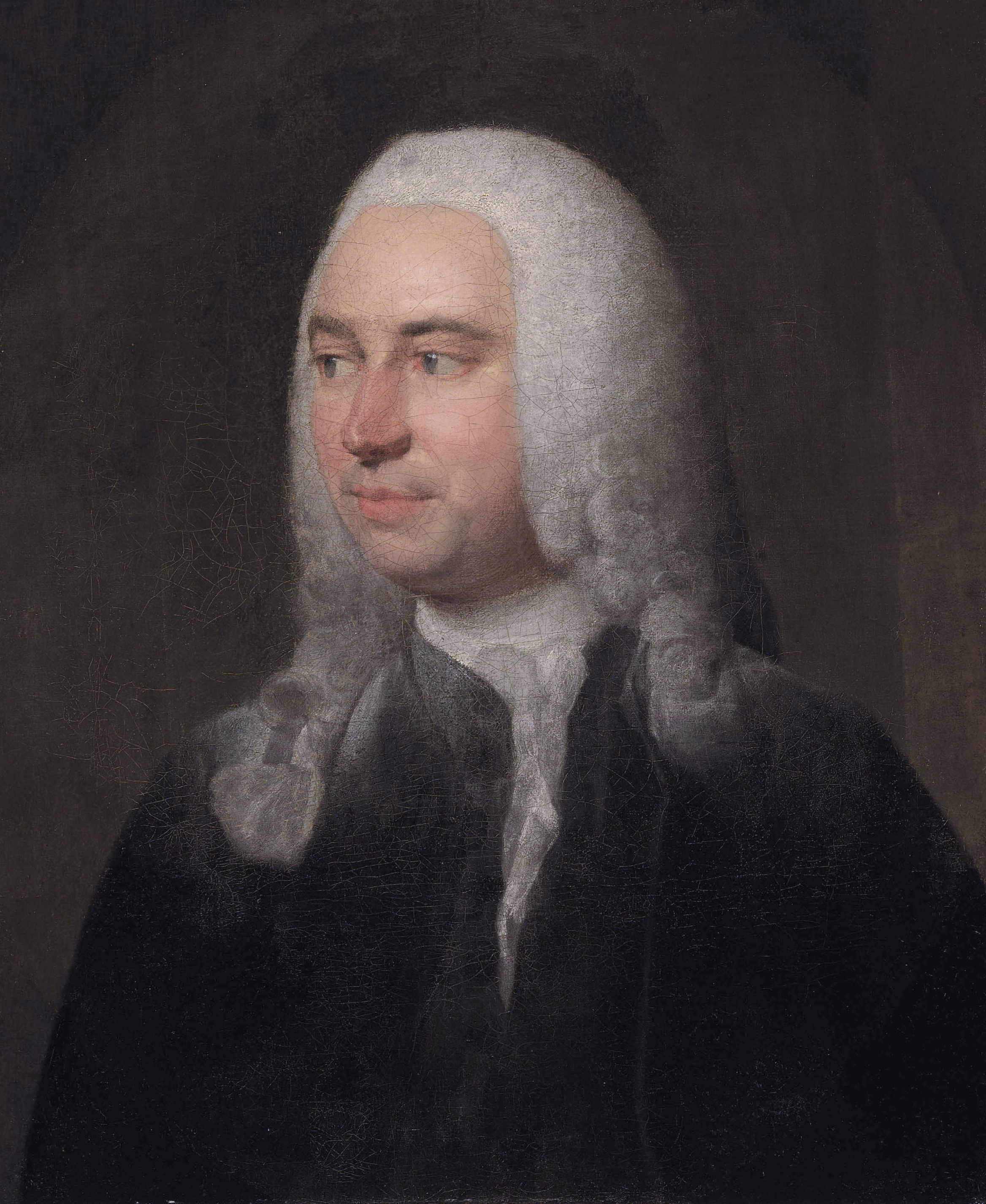
André Levret (Jean-Siméon Chardin)

André Levret, auch André Levrette (* 6. Januar 1703 in Paris; † 22. Januar 1780 ebenda) war ein französischer Chirurg und Geburtshelfer.

## Leben
Andre Levret war einer der berühmtesten französischen Geburtshelfer des 18. Jahrhunderts. So war er ein Zeitgenosse des berühmten schottischen Geburtshelfers William Smellie, und zusammen mit Jean-Louis Baudelocque brachte er die Wissenschaft der Geburtshilfe im 18. Jahrhundert in Frankreich voran.
Er wandte sich nach Absolvierung seiner chirurgischen Studien vollständig der Geburtshilfe zu. Er war ein enger Freund des berühmten Chirurgen Antoine Louis (1723–1792) und wurde 1760 Accoucheur de la Cour (Geburtshelfer des Hofes), als welcher er Maria Josepha von Sachsen (1731–1767), die Mutter Ludwigs XVI., entband. Levret war ein ausgezeichneter und in seiner Zeit berühmter Geburtshelfer. Besondere Verdienste erwarb er sich um die Verbreitung, den Gebrauch und die Verbesserung der Geburtszange. Er gab ihr ein neues Schloss, das so genannte französische Schloss. Da er sie mit einer Beckenkrümmung versah, lieferte er ein Instrument, mit dem sich seitdem auch über den Beckenausgang operieren lässt.
Er stellte sichere und feststehende Indikationen zum Gebrauch dieses Instrumentes auf. Nicht geringere Verdienste als um die Geburtszange erwarb er sich um die Wendungsoperation und des Kaiserschnittes.
Er war der Erste, der in Frankreich die Aufmerksamkeit auf die Placenta praevia richtete und Polypen der Gebärmutter zu operieren wagte (allerdings nur mit Hilfe einer angelegten Ligatur). Aus ganz Europa strömten ihm Schüler zu, die seinen Ruhm verbreiteten. Carl Caspar von Siebold (1736–1807), Georg Wilhelm Stein (1737–1803), Johann Lukas Boër (1751–1835), Johann Friedrich Osiander (1787–1855) und viele andere, die später selbst gefeierte Lehrer wurden, zählen zu seinen Schülern. Levrets besondere Vorliebe für Operationen brachte es mit sich, dass er die natürlichen Schranken überschritt, die Kräfte der Natur unterschätzte und viel häufiger operativ einschritt, als es tatsächlich notwendig war. Dadurch und infolge seines beträchtlichen Ruhmes gründete er, ohne es zu beabsichtigen, eine eigene Schule, welche die wohltätige Wirkung der Naturkräfte vollständig unbeachtet ließ und alles Heil sowie die ganze Zukunft der Geburtshilfe nur in der Vervollkommnung der Operationen sah.
Levret entwickelte im Jahre 1743 auch einen Spatel um den Zungengrund nach unten zu drücken. Es stellte damit ein Vorläuferinstrument für die direkte Laryngoskopie dar.
Levret war Professor an der Académie Royale de Chirurgie.

## Werke
- Observations sur les causes et les accidents de plusieurs accouchements laborieux. 4. Auflage. C. Osmont, Paris 1770.
- Observations sur la cure radicale de plusieurs polypes de la matrice, de la gorge, et du nez. 3. Auflage. Paris 1771.
- Suite des observations sue les causes etc. Paris 1751.
- Explication de plusieurs figures se le mécanisme de la grossesse et de l’accouchement. 1752.
- L’art des accouchements etc. Delaguette, Paris 1753.
- Essai sur l’abuse des règles générales etc. 1766.
- Traité des accouchements laborieux. 1770.
- Observations sur l’allaitements des enfants. 1781.